# Chiesa della Madonna della Pace (Angri)

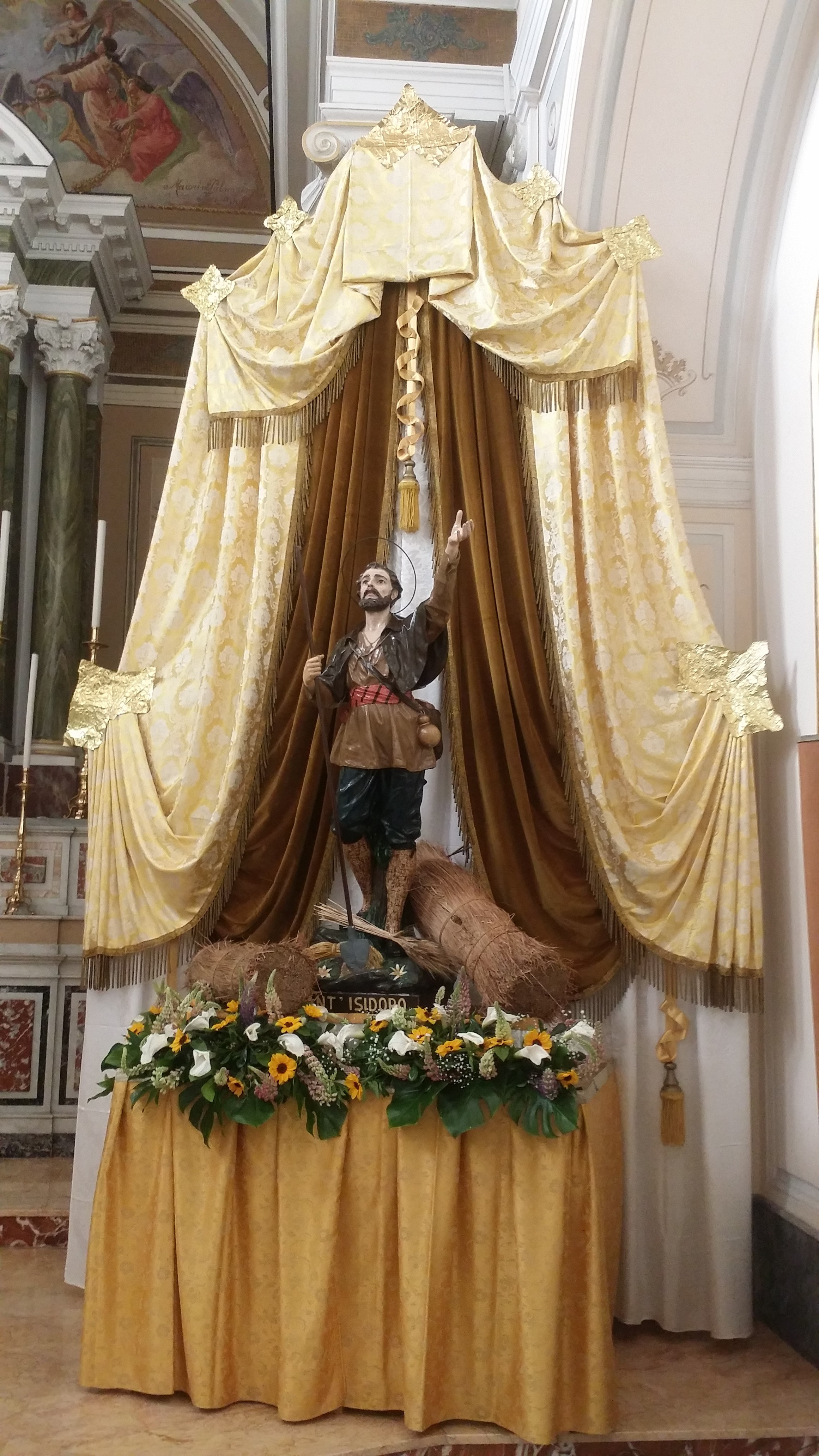
Statua in gesso di Sant’Isidoro l’agricoltore esposta presso l’altare maggiore della chiesa della Madonna della Pace.

La chiesa della Madonna della Pace è una chiesa che si trova ad Angri, nella provincia di Salerno.
La chiesa viene chiamata anche Regina Pacis, perché venne fatta erigere come ringraziamento dei cittadini di Angri verso la Madonna per la fine della prima guerra mondiale.

## Storia
La chiesa venne edificata dopo la creazione di un'edicola votiva con una statua della Madonnina, ad opera di don Vincenzo del Pezzo, reduce del primo conflitto mondiale e nipote di sant'Alfonso Maria Fusco. Molti abitanti del posto vollero la creazione di questa chiesa anche perché in quella zona di Angri non ne esistevano altre e si trovava molto distante dalle altre chiese del centro cittadino. Tra il 1923 e il 1925 al posto dell'edicola votiva venne eretta la nuova chiesa, grazie alle offerte dei cittadini angresi e all'aiuto degli abitanti, soprattutto della zona locale. Fu consacrata nel 1926 dall'allora monsignor Romeo e divenne parrocchia ufficialmente il 5 aprile del 1953, su ordinazione ecclesiale del vescovo Fortunato Zoppas.

## Esterno
La chiesa sorge su una piccola piazzetta che prende il suo nome. Sulla facciata della chiesa si legge la scritta Reginae Pacis Dicatum (Dedicato alla Regina della Pace). La chiesa possiede un piccolo campanile, in alto a sinistra sulla facciata, sormontato da una piccola statua della Madonna.
Sulla facciata è anche collocato un orologio e sopra di esso altre due campane. Sulla facciata della chiesa sono poste tre lapidi commemorative. Quella posta sopra il portone d'ingresso ricorda l'inizio dei lavori di fondazione. La lapide posta a sinistra del portone d'ingresso è stata affissa dal comune di Angri nel dicembre del 1975 a ricordo del suo fondatore, don Vincenzo Del Pezzo, nel ventesimo anno della sua morte ed è stata nuovamente ripristinata dai parenti del prete nell'ottobre del 2010. La lapide posta a destra del portone d'ingresso è stata collocata il 18 novembre 1987dopo il trigesimo della morte di don Alfonso Fiorelli, il secondo parroco della parrocchia che l'amministrò per ben 36 anni fino alla sua morte. Successivamente alla morte di questo priore, la chiesa venne retta dal fratello di don Alfonso, don Giacomo Fiorelli, il quale rimase in carica come sacerdote fino alla sua morte, nell'ottobre del 2000. A succedergli fu don Romualdo Calcìde il 17 dicembre 2000.

## Interno
L'interno della chiesa è formato da un unico ambiente quadrangolare con un altare maggiore. Al suo ingresso, sulla destra, vi è una porta che permette di accedere al piano superiore dove c'è un soppalco, nella sua parte frontale al centro invece è allocata in una nicchia una statua della Madonna con il bambino Gesù, chiamata anch'essa come la chiesa, Madonna della Pace. La statua della Madonna della Pace è stata portata via dalla chiesa poiché oggetto di restauro, dal 5 settembre al 24 dicembre del 2019 dopodiché, nel giorno del rientro in chiesa, è stata fatta una piccola processione per le strade limitrofe della chiesa prima di essere riposta nella sua nicchia. Un crocefisso ligneo di piccole dimensioni è conservato vicino all'altare maggiore. Si trovano inoltre nella chiesa una statua moderna diSant'Isidoro l'agricoltore e una tela rappresentante Sant'Alfonso Maria Fusco in abiti canonici, riproduzione parziale dell'originale del pittore Salvatore Seme del 2014. La chiesa è decorata con affreschi novecenteschi fatti realizzare durante i lavori di fondazione dell'edificio. I dipinti a pian terreno sono realizzati in quest'ordine: lungo la parete di sinistra, dall'ingresso fino all'altare maggiore ci sono tre dipinti che raffigurano San Gerardo Maiella, Gesù e San Pasquale Baylon; lungo la parete di destra, dall'ingresso fino all'altare maggiore ci sono altri quattro dipinti che raffigurano: San Vincenzo Ferrer, Sant'Antonio di Padova, Sant'Anna e san Gioacchino e San Domenico di Guzmán. Sul soffitto della chiesa, a partire dall'ingresso, sono raffigurati in affreschi murali: Santa Cecilia in paradiso, una Battaglia della prima guerra mondiale vinta dall'esercito italiano con angeli protettori, dedicata al parroco don Giacomo Fiorelli, e la Beata Vergine Maria assunta in cielo, tra gli angeli. Sulle pareti tra le finestre sono stati raffigurati i quattro evangelisti. Tutti i dipinti e i vari affreschi presenti nella chiesa sono stati restaurati nell'anno 2015.

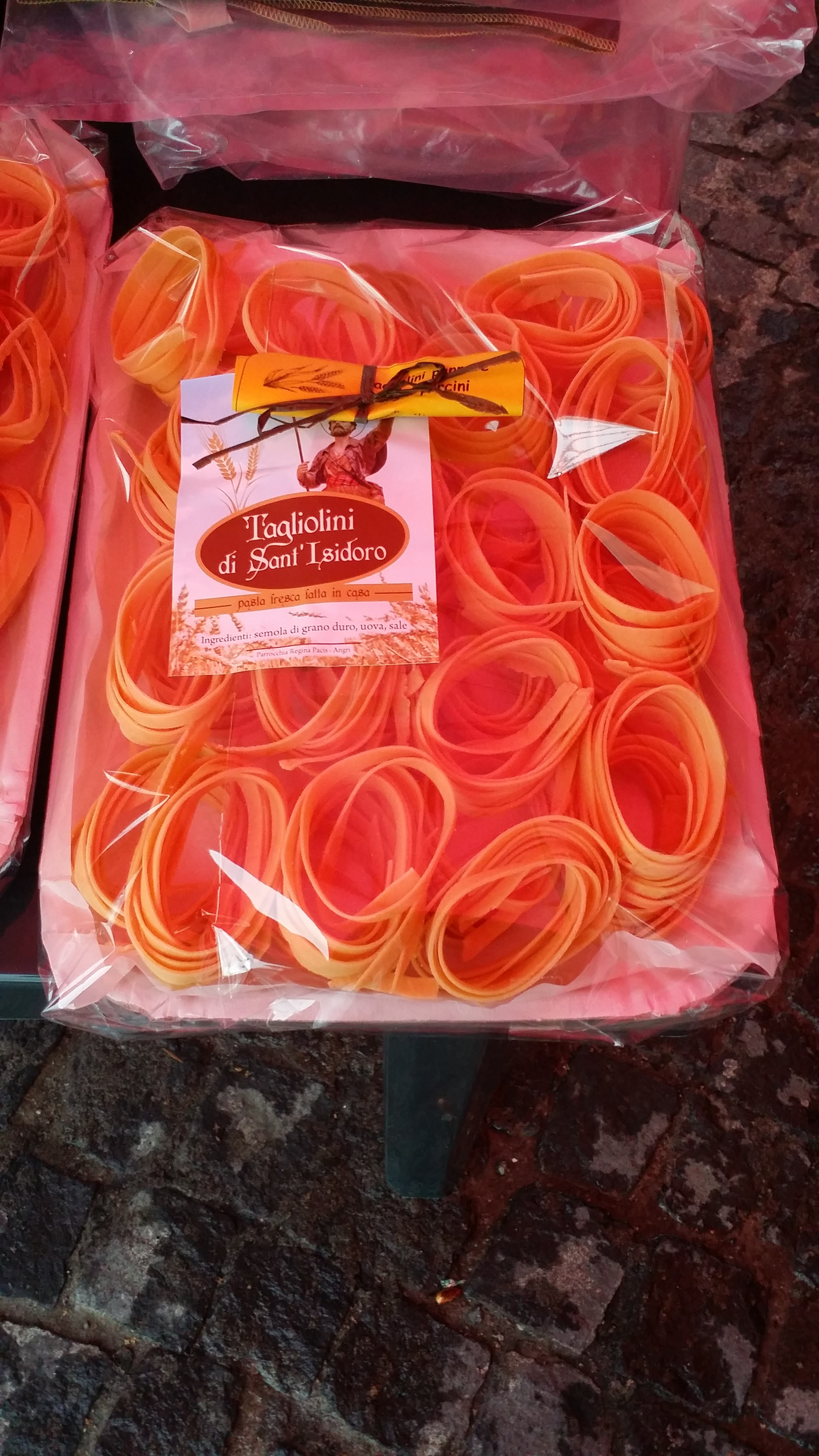
Pacco di tagliolini con preghiera a Sant’Isidoro l’agricoltore, preparati durante la sua ricorrenza dalle persone del rione della chiesa della Madonna della Pace.

## Eventi recenti
Festa di Sant'Isidoro l'agricoltore
Ogni 15 maggio viene celebrata la memoria liturgica di sant'Isidoro oltre alla festa del casale che inizia 3 giorni prima. Durante la settimana della festività di sant'Isidoro, la sua statua viene esposta alla sinistra dell'altare maggiore. Nel primo giorno dopo la santa messa serale c'è anche la distribuzione dei "tagliolini di Sant'Isidoro", nel secondo giorno, sempre dopo la messa serale, c'è la consacrazione delle famiglie a Sant'Isidoro e alla Beata Vergine Maria, nel terzo giorno infine sempre dopo la Santa Messa serale, c'è la distribuzione del pane benedetto alle famiglie.
Festa della Madonna della Pace
Circa una settimana prima dell'otto settembre viene esposta la statua della Madonna della Pace presso l'altare maggiore della chiesa omologa. Nella domenica di questa settimana viene poi celebrata la natività della Beata Vergine Maria con una processione nel quartiere della chiesa. La processione si svolge in genere la domenica in cui cade la festività ed inizia dopo la prima e prestatissima messa mattutina svolta all'interno della chiesa omologa. Successivamente la statua della Madonna della Pace viene trasportata all'esterno della chiesa e portata su un supporto ligneo e mantenuta tramite appoggi resistenti da alcuni volontari. La processione mattutina viene effettuata in questo modo finché, non vengono liberate delle colombe (simbolo della pace), prima dello spostamento della statua su un camioncino che la porterà prima fra le zone limitrofe dove, verrà fermato il camioncino per la benedizione verso i fedeli e successivamente nelle campagne limitrofe da cui farà ritorno in chiesa per essere esposta presso l'altare maggiore solo dopo una processione solenne che avviene solitamente in tarda serata.